# NBA G League Ignite
NBA G League Ignite war eine US-amerikanische Basketballmannschaft der NBA G-League, die zuletzt in Henderson im Bundesstaat Nevada ansässig war.

## Geschichte
Die Mannschaft wurde gegründet, um jungen Spielern, die in den Vereinigten Staaten dem Schulalter entwachsen sind und die anschließend weder auf Universitätsniveau noch außerhalb des Landes spielen wollen beziehungsweise können, einen Einstieg in den professionellen Basketball zu verschaffen. Ergänzt werden die jungen Spieler durch einige Mannschaftskameraden, die über Erfahrung im Profibereich verfügen. Betrieben wird die Mannschaft NBA G League Ignite von der Liga, eine Verbindung zu einer NBA-Mannschaft besteht im Unterschied zu den übrigen NBA G-League-Teilnehmern nicht.
Ausgerichtet ist die Mannschaft sowohl auf die sportliche Weiterentwicklung und Ausbildung der Spieler als auch außersportliche Bereiche der Lebensführung als Berufssportler. Das Ziel ist, sie auf die Teilnahme am Draftverfahren der NBA und damit zum Sprung in diese Liga vorzubereiten. Der Name Ignite (deutsch: entzünden) wurde ausgesucht, um auszudrücken, dass es sich um eine Mannschaft handelt, der viele Spieler angehören, die am Beginn ihrer Profilaufbahn stehen. Die sportliche Heranführung soll durch Vergleichsspiele mit Mannschaft der NBA G League und ausländischen Gegner erfolgen. Laut Eigenbeschreibung versteht sich NBA G League Ignite nicht als herkömmliche Mannschaft der NBA G League. Die Spieler erhalten Verträge mit einem Gehalt von bis zu 500 000 US-Dollar zuzüglich Sondervergütungen.
In der Premierensaison 2020/21, die aufgrund der Covid-19-Pandemie im Februar und März 2021 verkürzt und in einer von der Außenwelt abgeschirmten Sportanlage in der Nähe von Orlando (US-Bundesstaat Florida) stattfand, standen mit Jalen Green, Jonathan Kuminga und Isaiah Todd drei Spieler im Ignite-Aufgebot, deren Rechte sich Ende Juli 2021 Mannschaften beim NBA-Draftverfahren sicherten. Als Cheftrainer der Mannschaft war Brian Shaw tätig. Unter Shaws Leitung gewann Ignite von seinen 16 Begegnungen acht. Shaw gab das Amt nach einer Saison ab.
Im Juni 2021 nahm Ignite mit dem Australier Dyson Daniels erstmals einen Spieler unter Vertrag, der zuvor nicht an einer High School in den Vereinigten Staaten spielte. Im August 2021 wurde Jason Hart Nachfolger Shaws und damit neuer Cheftrainer der Mannschaft. In der Saison 2021/22 wurden die Trainingseinheiten noch in Walnut Creek im Bundesstaat Kalifornien durchgeführt, die Spiele aber in Las Vegas (Bundesstaat Nevada) bestritten. Im Sommer 2022 erfolgte der vollständige Umzug in die südlich von Las Vegas gelegene Stadt Henderson. Neue Heimstätte der Mannschaft wurde die Halle Dollar Loan Center mit einem Zuschauerfassungsvermögen von rund 5500. Im selben Jahr wurde mit dem Franzosen Sidy Cissoko erstmals ein aus einem europäischen Land stammender Spieler ins Ignite-Aufgebot aufgenommen.
Im März 2024 wurde die Auflösung der Mannschaft am Ende des Spieljahres 2023/24 verkündet. Dieser Schritt wurde mit der veränderten Landschaft im Nachwuchsbasketball begründet. Das letzte Spiel fand Ende März 2024 statt und wurde gegen die Ontario Clippers verloren.